# Pogórze Kaczawskie

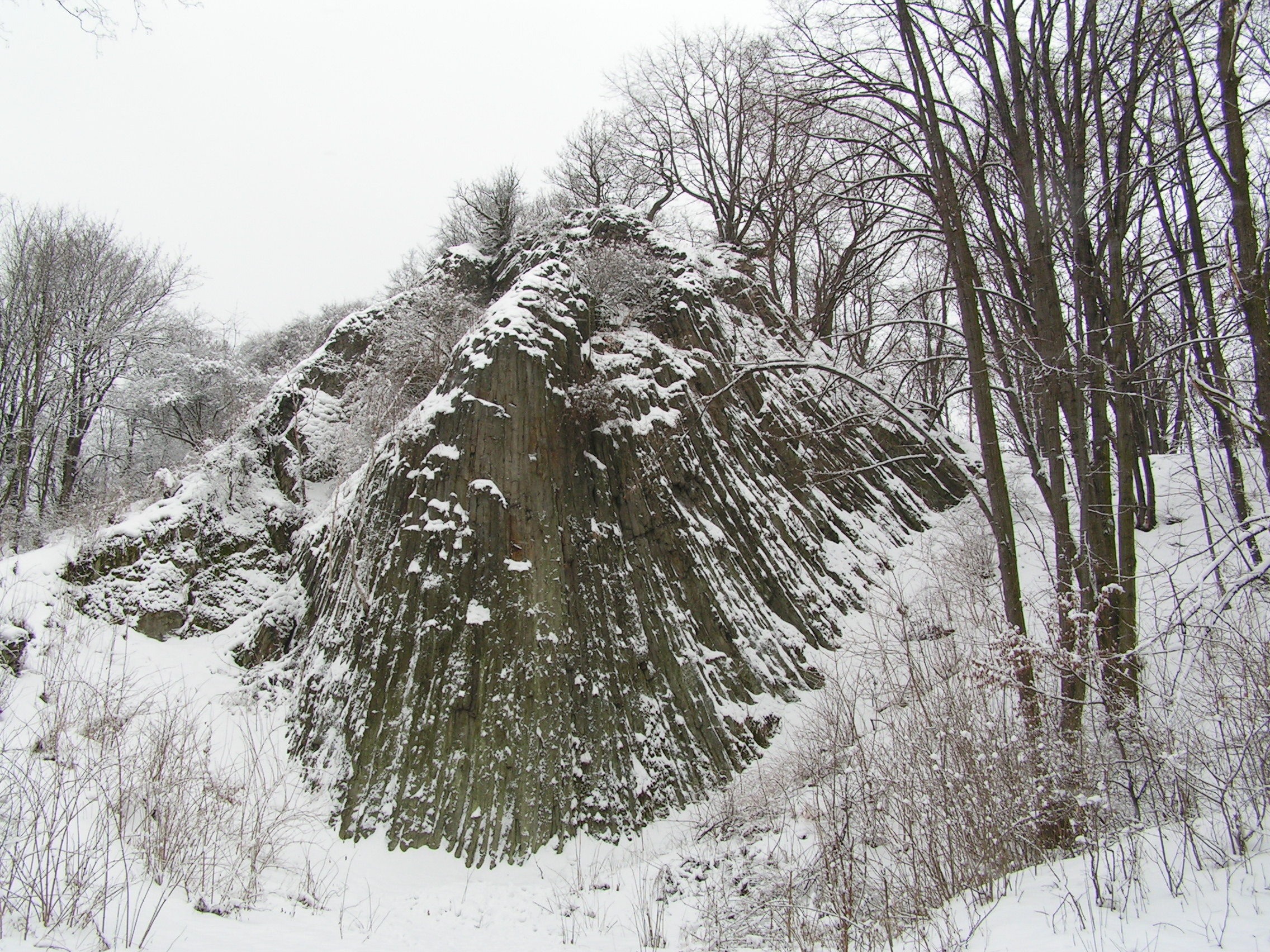
Małe Organy Myśliborskie – formacje lawowe na Pogórzu Kaczawskim

Pogórze Kaczawskie (niem. Bober-Katzbach-Vorgebirge, czes. Kačavské podhůří, 332.27) – według podziału fizycznogeograficznego Jerzego Kondrackiego – mezoregion wchodzący w skład Pogórza Zachodniosudeckiego, obejmujący jego środkową część. Według podziału Wojciecha Walczaka jest to fragment Sudetów Zachodnich wysunięty najdalej na północ. Od północnego wschodu uskok brzeżny sudecki oddziela je od Niziny Śląsko-Łużyckiej. Od południowego wschodu graniczy z Pogórzem Wałbrzyskim, od południa z Górami Kaczawskimi, a od zachodu z Pogórzem Izerskim

## Podział geograficzny
Wyróżnia się tu następujące mikroregiony:
- Dolina Bobru
- Pogórze Bolesławieckie
- Rów Zbylutowski
- Wzniesienia Płakowickie
- Kotlina Proboszczowska
- Wysoczyzna Ostrzycka
- Dział Jastrzębnicki
- Rów Świerzawski
- Pogórze Złotoryjskie

Niektórzy wyróżniają jeszcze:
- Rów Wlenia
- Pogórze Wojcieszowskie.

## Rzeźba terenu
Dolina Kaczawy dzieli Pogórze Kaczawskie na dwie części – zachodnią i wschodnią.

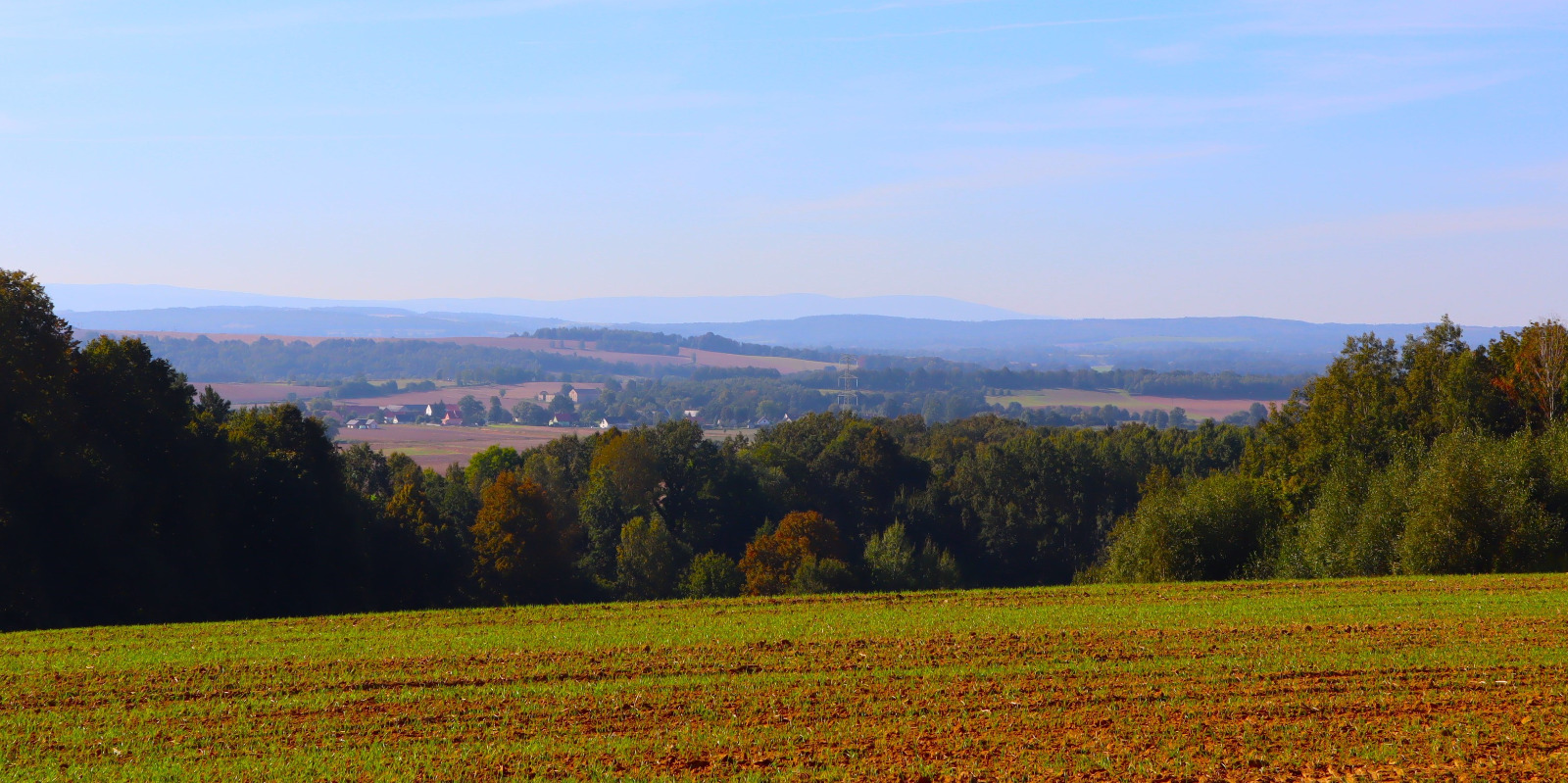
Krajobraz zachodniej części pogórza w rejonie Gaszowa

W części zachodniej, tworzącej płaskowyż z pojedynczymi wzniesieniami, możemy wyróżnić Dolinę Bobru, Pogórze Bolesławieckie, Rów Zbylutowski, Wzniesienia Płakowickie, Kotlinę Proboszczowską, Wysoczyznę Ostrzycką, Dział Jastrzębnicki i Rów Świerzawski. Całość tworzy pofałdowaną wysoczyznę, pociętą dolinami rzek i potoków ze sterczącymi wzniesieniami zbudowanymi z trzeciorzędowych bazaltów. W tej części znajduje się najwyższy szczyt Pogórza Kaczawskiego – Ostrzyca (501 m n.p.m.).
Część wschodnią tworzy Pogórze Złotoryjskie, zwane też Chełmami. Jest to najbardziej górzysta partia Pogórza. Od północnego wschodu opada ono stromą krawędzią uskoku brzeżnego sudeckiego ku Nizinie Śląskiej. Krawędź jest pocięta głębokimi, przełomowymi dolinami potoków. Najwyższe wzniesienia Chełmów również zbudowane są z trzeciorzędowych bazaltów.

## Budowa geologiczna
Pogórze Kaczawskie leży w obrębie dwóch jednostek geologicznych: metamorfiku kaczawskiego w części północno-wschodniej oraz niecki północnosudeckiej w części południowej.
Część północna zbudowana jest ze skał metamorficznych: zieleńców, łupków zieleńcowych, fyllitów, łupków serycytowych, łupków kwarcowych, porfiroidów powstałych w dolnym paleozoiku – od kambru po dolny karbon.
W części południowej – niecka północnosudecka tworzy nieckowate zagłębienie między starszymi fragmentami skorupy ziemskiej, wypełnione skałami osadowymi: piaskowcami, mułowcami, zlepieńcami, wapieniami, marglami, gipsami i anhydrytami, którym towarzyszą skały wulkaniczne: porfiry, melafiry i ich tufy.
W kilku miejscach starsze skały przebite są przez trzeciorzędowe bazalty.
Starsze podłoże przykryte jest częściowo przez osady plejstoceńskie – gliny i piaski oraz lessy, a także holoceńskie piaski, żwiry i mady rzeczne.

## Wody
Pogórze Kaczawskie leży w dorzeczu Odry. Głównymi odwadniającymi je rzekami są: od zachodu Bóbr, w części centralnej Kaczawa ze Skorą, a na wschodzie Nysa Szalona.

## Roślinność
Znaczną część Pogórza Kaczawskiego pokrywają lasy. Ponadto są tu łąki i pola uprawne.
Charakterystyczna jest tutaj duża obfitość roślin z rodziny storczykowatych. Na terenie Pogórza Kaczawskiego stwierdzono takie gatunki jak: buławnik mieczolistny, buławnik czerwony, buławnik wielkokwiatowy, kukułka szerokolistna, kukułka bzowa, kukułka plamista, kukułka Fuchsa, podkolan biały, podkolan zielonawy, kruszczyk rdzawoczerwony, kruszczyk Muellera (jedno z trzech stanowisk w Polsce), żłobik koralowy i obuwik pospolity.

## Ochrona przyrody
Pogórze Kaczawskie charakteryzuje się wysokimi walorami przyrodniczymi. Świadczyć o tym może powołanie Parku Krajobrazowego Chełmy, obszarów chronionego krajobrazu Grodziec i Ostrzyca Proboszczowicka oraz licznych rezerwatów przyrody, m.in.:
- Wąwóz Lipa
- Wąwóz Myśliborski koło Jawora
- Wąwóz Siedmicki
- Wilcza Góra
- Nad Groblą
- Ostrzyca Proboszczowicka
- Mszana i Obłoga

Poza tym, w planach zagospodarowania przestrzennego gmin leżących na terenie pogórza jest powołanie kolejnych rezerwatów, m.in. Las Kondratowski, Wapiennik i Wysoka, Bukowa Góra k. Grudna, a także powiększenie istniejącego rezerwatu Wąwóz Myśliborski z 9,72 ha do 169,33 ha.

## Miejscowości
Najważniejszymi miejscowościami Pogórza są: Złotoryja, Lwówek Śląski, Wleń i Świerzawa.
Inne miejscowości: Bełczyna, Biegoszów, Bielanka, Bożejowice, Bystrzyca, Chmielno, Czaple, Dobków, Dworek, Dłużec, Gaszów, Gorzanowice, Gozdno, Grobla, Grodziec, Iwiny, Jakuszowa, Jastrowiec, Jastrzębnik, Jerzmanice-Zdrój, Jurków, Kłaczyna, Kłonice, Kondratów, Kraszowice, Kruszyn, Kwietniki, Leszczyna, Lipa, Lubiechowa, Lubków, Łaziska, Muchów, Myślibórz, Myślinów, Nowa Wieś, Nowa Wieś Grodziska, Nowa Wieś Mała, Nowa Wieś Wielka, Nowy Kościół, Pielgrzymka, Płakowice, Pogwizdów, Pomocne, Proboszczów, Prusice, Przeździedza, Raciborowice Dolne, Raciborowice Górne, Radomiłowice, Rakowice, Rokitnica, Rząśnik, Rzeszówek, Sędzimirów, Sędziszowa, Skała, Skorzynice, Sobota, Sokola, Sokołowiec, Stanisławów, Stara Kraśnica, Suszki, Świny, Tomaszów Bolesławiecki, Twardocice, Uniejowice, Ustronie, Warta Bolesławiecka, Wartowice, Wilków, Włodzice Wielkie, Wojcieszyn, Wolbromek, Zagrodno, Zbylutów, Żeliszów, Żerkowice. 
Tuż za jego granicami znajdują się: Bolesławiec, Jawor i Bolków.

## Turystyka
Na Pogórzu Kaczawskim znajduje się dość gęsta sieć szlaków turystycznych, gorzej jest z miejscami noclegowymi. Hotele znajdują się w miastach otaczających ten region, a w niektórych wsiach znajdują się tzw. gospodarstwa agroturystyczne. We wsi Myślibórz znajduje się Restauracja i Hotel Kaskada z 12 miejscami noclegowymi, a przy Wąwozie Myśliborskim funkcjonuje Centrum Edukacji Ekologicznej i Krajoznawstwa "Salamandra", które również oferuje noclegi. Popularną baza wypadową jest szkolne schronisko młodzieżowe w Złotoryi przy ul. Kolejowej.